# Diecéze Nola
Diecéze Nola (latinsky Dioecesis Nolana) je římskokatolická diecéze v Itálii, která je součástí neapolské církevní provincie, tvořící součást církevní oblasti Kampánie. Katedrálou je kostel Nanebevzetí Panny Marie v Nole. 

## Ordinář
Současným biskupem je od 11. listopadu 2016 Mons. Francesco Marino.